# Торгонщина
Торго́нщина (бел. Таргоншчына) — посёлок в составе Головчинского сельсовета Белыничского района Могилёвской области Республики Беларусь.

## География

### Расположение
В 15 км на северо-восток от Белынич, в 33 км от областного центра и железнодорожной станции Могилёв.

## Транспортная система
Транспортная связь по автодороге Белыничи — Шклов. Планировка линейная. Короткая улица ориентирована с юго-востока на северо-запад. Застройка двухсторонняя, деревянными домами усадебного типа.

## История
В 1876 году помещик имел тут 240 десятин земли. В 1897 году — фольварк, 1 двор, 12 жителей, в Нежковской волости Могилёвского уезда Могилёвской губернии. С февраля до октября 1918 года оккупирован германской армией.
В 1929 году организован колхоз «12-летие Октября». В начале июля 1941 года оккупирован немецко-фашистскими захватчиками. Во время Великой Отечественной войны на фронтах погибли 3 местных жителя. Освобождён 29 июня 1944 года.
В 1986 году — в составе колхоза «Наша победа» с центром в Головчине.

## Население

### Численность
- 2002 год — 1 двор, 1 житель.

### Динамика
- 1897 год — 1 двор, 12 жителей.
- 1926 год — 11 дворов, 64 жителя.
- 2002 год — 1 двор, 1 житель[2].